# Zólyom
Het comitaat Zólyom  (Duits: Komitat Sohl, Slowaaks: Zvolenská stolica/župa ) was een historisch comitaat in het noorden van het koninkrijk Hongarije. Dit comitaat bestond vanaf de 12e eeuw tot 1920 in zijn historische context. Het grondgebied  hoort vanaf 1920 bij Slowakije (het toenmalige Tsjecho-Slowakije). Tot de 15e eeuw werd het gebied bestuurd, vanaf de Pustý hrad, nu een ruïne, aansluitend van uit Zvolen/ Altsohl / Zólyom, waaraan het comitaat haar naam dankt en aansluitend vanaf de 17e eeuw vanuit Banská Bystrica / Neusohl / Besztercebánya. In het gebied werd veel aan mijnbouw gedaan.

## Ligging

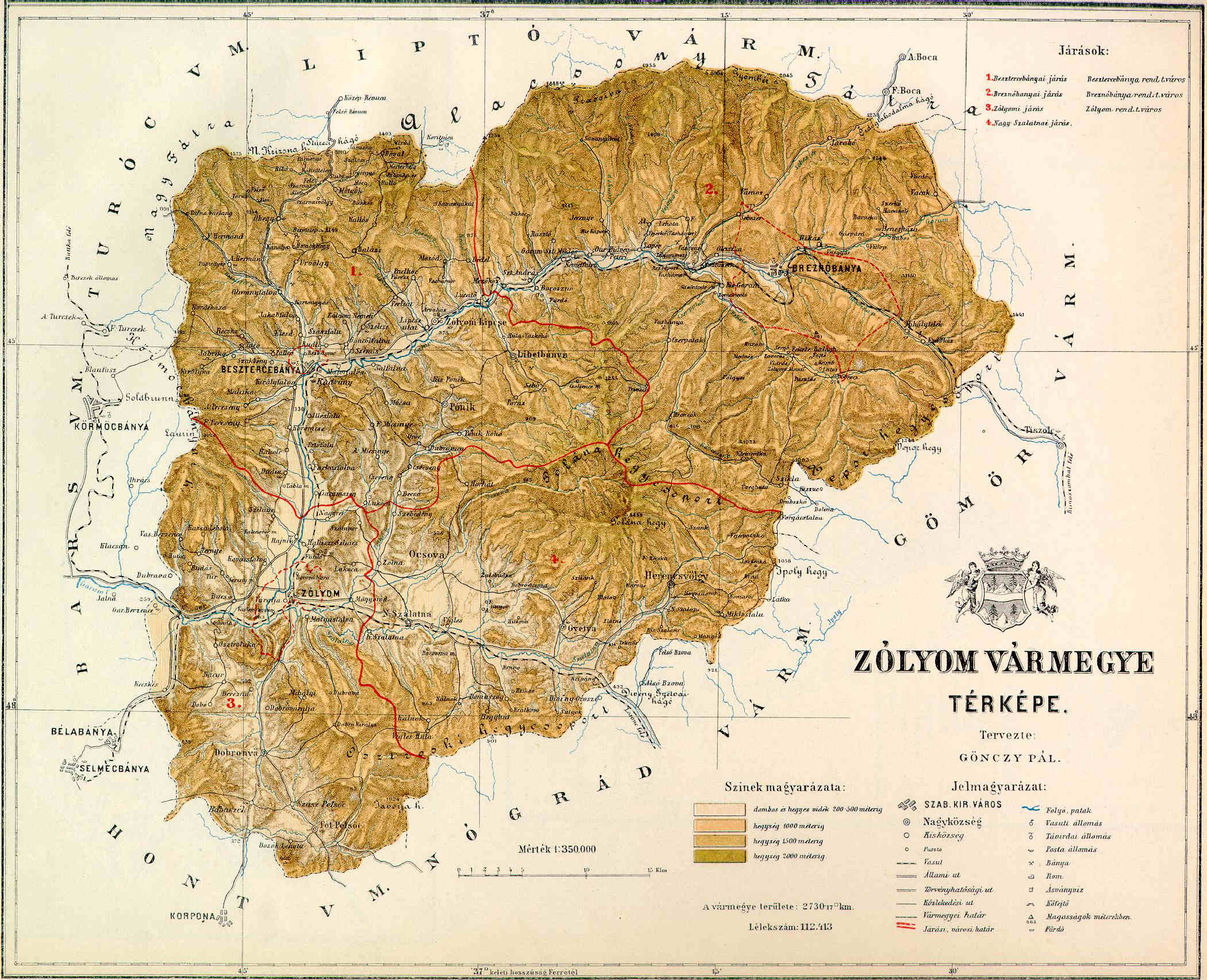
Kaart van het Comitaat Zólyom in 1890

Het comitaat grensde aan de comitaten Turóc, Liptó, Gömör és Kis-Hont,  Nógrád (historisch comitaat) en het Hont (comitaat). 
De rivieren de Hron, Slatina en een aantal bergrivieren stroomde door het gebied  
Het had een bergachtig landschap en waar onder andere de Lage Tatra deel vanuit maakte. Het gebied ligt nu in  het midden van Slowakije. 

## Districten
| Stoeldistrict  | Hoofdplaats                                  |
| -------------- | -------------------------------------------- |
| Besztercebánya | Besztercebánya , het huidige Banská Bystrica |
| Breznóbánya    | Breznóbánya , het huidige Brezno             |
| Zólyom         | Zólyom , het huidige Zvolen                  |
| Nagyszalatna   | Nagyszalatna , het huidige Zvolenská Slatina |
| Stadsdistrict  |                                              |
| Besztercebánya | Besztercebánya , het huidige Banská Bystrica |
| Breznóbánya    | Breznóbánya , het huidige Brezno             |
| Zólyom         | Zólyom , het huidige Zvolen                  |

Alle districten liggen tegenwoordig in Slowakije